# TSV DUWO 08
Der TSV DUWO 08 ist ein Sportverein aus den Hamburger Stadtteilen Duvenstedt und Wohldorf-Ohlstedt. Die erste Fußballmannschaft der Männer spielte 18 Jahre in der höchsten hamburgischen Amateurliga. Größter Erfolg war die Teilnahme an der deutschen Amateurmeisterschaft 1971. Die erste Fußballmannschaft der Frauen stieg 2015 in die drittklassige Regionalliga Nord auf.

## Geschichte

### Duvenstedter Männerturnverein von 1908
Im Sommer des Jahres 1908 gründeten junge Männer aus Duvenstedt in der Gaststätte „Friedrichshöh“ den Duvenstedter Männerturnverein von 1908. Beteiligt waren unter anderem Söhne der noch heute in Duvenstedt lebenden Familien Berner, Iden, Krogmann und Wiebrow. Man fand Schriftführer, Kassenwart und zwei Übungsleiter Breitensport und der ortsansässige Lehrer Johannes Körner übernahm den Vorsitz des neuen Vereins. Dank der Beiträge konnten sehr bald die nötigen Turngeräte wie Reck, Barren und Pferd angeschafft werden. Einige Zeit später erfolgte der Beitritt zur Deutschen Turnerschaft und damit verbunden auch die Teilnahme an den Kreis- und Landesturnfesten.
Schon ein Jahr nach der Gründung des Vereins wurde auch eine Fußball-Mannschaft aufgestellt, die umgehend für den Spielbetrieb im Kreis Stormarn gemeldet wurde. Gespielt wurde auf wechselnden Wiesen im Dorf. Zu Auswärtsspielen ging es unter anderem nach Ahrensburg und Harksheide. Aufgrund der Sportpolitik musste 1924 jedoch die reinliche Scheidung zwischen Turnen und Sport auch hier vollzogen werden.

### Sportverein Duvenstedt von 1924
Die Fußballer, nun auf sich alleine gestellt, gründeten noch im selben Jahr auf Initiative von Berthold Leverenz den Sportverein Duvenstedt von 1924. Gespielt wurde zunächst auf einer Weide des Landwirtes Iden, später auf Ernst Diedrichs Obstplantage und danach auf dem Acker des Bierverlegers Kremer. Über die C-Klasse kam man leistungsmäßig nicht hinweg, aber – so die Vereinschronik – das hatte auch einen Vorteil: Da man schon ganz unten spielte, konnte man auch nicht absteigen. Im Regelfall belegte das Team einen Mittelplatz.

### Sportverein Wohldorf-Ohlstedt
Ebenfalls 1924, am 9. Februar, gründete sich der SV Wohldorf-Ohlstedt. Auch hier stand die reinliche Scheidung zumindest mittelbar Pate, denn einige Spieler kamen vom Männerturnverein in Duvenstedt, andere kamen aus Rahlstedt oder Bergedorf zum neuen Verein. Der Club errichtete seinen ersten Sportplatz auf dem Ohlstedter Platz gegenüber der Gastwirtschaft Ohge, die auch erstes Vereinslokal wurde. Von 1925 bis zur Machtergreifung der Nationalsozialisten 1933 war Otto Wagner Vorsitzender des Vereins, dann wurde Eduard Krüger als neuer „Vereinsführer“ eingesetzt. Unter Wagners Ägide stieg der SVWO, der schon 1927 über je drei Herren- und Jugendmannschaften verfügte, 1933 in die A-Klasse auf, die fortan 2. Kreisklasse hieß. 1934 rückte die Mannschaft in die 1. Kreisklasse auf, welche nach der Gauliga und der Bezirksklasse die dritthöchste Spielklasse war. Diese wurde drei Jahre lang gehalten. Auch die Handballerinnen, bereits 1926 wurden zwei Damen-Handball-Mannschaften aufgestellt, kamen bis 1928 in die zweithöchste Spielklasse und stiegen später sogar in die Gauliga auf, bevor sie Mitte der 1930er auseinanderfielen.

### TSV DUWO 08 (seit 1946)
Nach Kriegsende Ende September 1945 war der SV Wohldorf-Ohlstedt wieder aktiv. Ein großes Problem – neben den vielen Alltagsproblemen jener Zeit – war der fehlende Sportplatz. Ohges Weide war mit Notwohnungen für ausgebombte Hamburger bebaut worden, also nutzte man den Platz in Duvenstedt mit. Mit Waldemar Siggelkow und Max Kramp fand man auch zwei unbelastete Vorsitzende.
In Duvenstedt schlossen sich bereits Anfang 1946 die Turner und die Sportler wieder zusammen, die reinliche Scheidung von 1924 war vergessen. Damit hatten die Duvenstedter Turner aber immer noch keine Turnhalle – die gab es in der Ohlstedter Schule am Walde – und die Ohlstedter Fußballer noch keinen eigenen Fußballplatz – über den nun wiederum die Duvenstedter verfügten und so schlossen sich noch 1946 die Vereine aus Duvenstedt und Wohldorf-Ohlstedt zum heutigen TSV DUWO 08 zusammen, wobei „DUWO“ für Duvenstedt-Wohldorf-Ohlstedt steht. Da aber „een Duv“ auf Plattdeutsch auch eine Taube ist, wurde der Vogel zum neuen Wappentier des neuen Vereins.
Auf Dauer reichte der Sportplatz in Duvenstedt aber nicht aus und so gelang es – nachdem es seit 1949 ein Ohlstedter Provisorium gab – 1956 an der Sthamerstraße in Ohlstedt eine neue Sportanlage mit zunächst einem und später zwei Fußballplätzen zu errichten. Auch an die Leichtathleten war dabei gedacht worden, denn der Aschenplatz bekam auch eine Laufbahn. Da es zunächst keine Umkleideräume am Platz gab, erreichte der Verein bei der Hamburger Hochbahn die Erlaubnis, einen der Durchgänge durch den Hochbahnwall kurz vor der Endhaltestelle Ohlstedt zuzumauern und als Umkleide zu nutzen, bis dann 1967 tatsächlich eine Umkleidehaus mit Sanitäranlagen direkt am Platz gebaut wurde. Die in den 1960er Jahren gegründete Tennis-Abteilung baute direkt an den Fußballplätzen außer einem Dutzend Tennisplätzen 1972 auch ein neues Vereinsheim, nachdem das alte – hölzerne – 1971 ein Raub der Flammen geworden war.
Einige Spieler der zweiten Fußball-Mannschaft, die mit ihrem Reservistendasein unzufrieden waren, verließen 1969 den Verein und gründeten den Duvenstedter SV, so dass es seither wieder zwei Sportverein im äußersten Hamburger Norden gab, lange gab es eine spürbare Rivalität zwischen den beiden Clubs.

### Sportpark
Der TSV DUWO 08 plant zum Jahr 2016 einen neuen Sportpark mit Kunstrasenplatz, umlaufenden Tartanbahnen sowie Weit- und Hochsprunganlagen.

## Sportarten

### Fußball
Nachdem bereits die Wohldorf-Ohlstedter Fußballer Erfolge feiern konnten (s. o.), konnte ab 1947 auch der Fusionsverein DUWO 08 daran anschließen. In der fünften Spielklasse gestartet, stieg man gleich zweimal in Folge auf. Der Aufschwung der folgenden Jahre ist maßgeblich mit dem Namen Willi „Ille“ Sextro verbunden. Der ehemalige Spieler des SC Concordia war nicht nur seit 1948 mehrfach Trainer der ersten Mannschaft, sondern engagierte sich bis kurz vor seinem Tode Anfang der 1970er Jahre auch in anderen Funktionen, z. B. als Ligaobmann, im Verein.
In der Spielzeit 1955/56 wurde die Mannschaft Meister der Hammonia-Staffel und stieg damit erstmals in die Amateurliga Hamburg auf, damals nach der Fußball-Oberliga Nord die zweithöchste Spielklasse. Zum ersten Spiel in der neuen Spielklasse kam der SC Victoria auf den frisch eingeweihten Platz an der Sthamerstraße und 2.000 Zuschauer wollten die Gäste von der Hohenluft sehen. Aber nach nur einem Jahr ging es wieder herunter in die Hammonia-Staffel.
Nachdem die Mannschaft 1964 die Verbandsligazugehörigkeit nur durch einen Entscheidungsspielsieg gegen den Walddörfer SV verteidigen konnte, folgte ein Jahr später der Abstieg in die Fünftklassigkeit. Der sofortige Wiederaufstieg gelang, ehe DUWO 1968 passend zum 60. Vereinsjubiläum ins Hamburger Oberhaus zurückkehrte. Diesmal hielten sich die Ohlstedter in der nun Landesliga genannten Klasse. Am Ende blieb man 15 Jahre in der höchsten Hamburger Spielklasse. Am erfolgreichsten schnitt die Mannschaft in der Spielzeit 1970/71 ab. Bereits im Eröffnungsspiel des neuen Stadions, das heute Heinrich-Kruse-Stadion heißt, konnte die Mannschaft den damaligen Regionalligisten Phönix Lübeck mit 2:1 besiegen. Lange wurde um die Meisterschaft und damit die Qualifikation für die Aufstiegsrunde zur Regionalliga mitgespielt, am Ende reichte es zu Platz drei hinter dem VfL Pinneberg und der SpVgg Blankenese, was die Qualifikation für die deutsche Amateurmeisterschaft bedeutete. In der ersten Runde ging es gegen den südbadischen Vertreter FC Gottmadingen. Am Bodensee erreichten die Hamburger ein 1:1 und damit eine gute Ausgangsposition für das Rückspiel in Ohlstedt. 2.500 Zuschauer, bis heute Zuschauerrekord für ein Pflichtspiel an der Sthamerstraße, hofften auf den Sieg, der den Einzug in das Viertelfinale gegen die Sportfreunde Saarbrücken bedeutet hätte. Nach 90 Minuten hieß es 2:2, in der Verlängerung passierte nichts mehr. Da es noch keine Auswärtstorregel gab, musste das Elfmeterschießen entscheiden. Zwar konnte DUWOs Torwart zwei Elfmeter parieren, da der Gottmadinger Keeper aber gleich dreimal das Duell gegen den Ohlstedter Schützen gewann, hieß es am Ende 4:5 im Elfmeterschießen und der Traum von weiteren Fahrten durch die Republik war ausgeträumt.
Trotz der Enttäuschung hatte sich der TSV DUWO 08 aber als feste Größe in der höchsten Hamburger Spielklasse etabliert. Viele Spieler des Vereins wurden in die Hamburger Auswahl berufen. Bernd Lorenz brachte es ab 1967 sogar zu elf Spielen in der Amateurnationalmannschaft. Er wechselte bereits 1970 in die Fußball-Bundesliga zu Werder Bremen. Lediglich in der Spielzeit 1977/78 waren die Ohlstedter in Abstiegsgefahr. Gegen die SpVgg Blankenese musste ein Entscheidungsspiel absolviert werden. Mit 6:1 wurden die Blankeneser zurück in die Elbvororte geschickt. Ob es daran lag, dass man schon vorher in Feierlaune war? Das Los hatte ein Heimspiel beschert und der Terminplan dazu geführt, dass man im Rahmen der Festlichkeiten um 70. Vereinsjubiläum spielen konnte. Nachdem zweimal das Jubiläumsjahr Glück gebracht hatte (Aufstieg 1968 und Klassenerhalt 1978) stiegen DUWOs Fußballer ausgerechnet im Jahr des 75-jährigen Bestehens in die Landesliga ab.
Nach dem sofortigen Wiederaufstieg musste DUWO 1986 die Hamburger Eliteliga wieder verlassen und stürzte 1989 in die Bezirksliga ab. Mit Hilfe spendabler Mäzene gelang 1996 die Rückkehr in die Landesliga. Als einige der Sponsoren ihre Zahlungen einstellten musste der Verein zwei Jahre später den freiwilligen Rückzug in die Kreisklasse antreten. Zwischenzeitlich gelang 2006 die überraschende Rückkehr in die Landesliga. Nach zweimaligem Abstieg spielt DUWO seit 2008, wieder ein Abstieg in einem Jubiläumsjahr, in der Kreisliga. Erst sieben Jahre später gelang – im Schatten der inzwischen deutlich erfolgreicheren Damen – zumindest die Rückkehr in die Bezirksliga.
Die Frauenmannschaft von DUWO spielte seit 2007 in der Verbandsliga Hamburg, der höchsten Hamburger Spielklasse. Dort wurde die Mannschaft im Jahre 2015 Vizemeister hinter dem TSC Wellingsbüttel. Da der Meister sich nicht für die Regionalliga bewarb und aus Schleswig-Holstein ebenfalls keine Mannschaft aufsteigen wollte, stiegen die Duwo-Frauen in die Regionalliga auf. Als abgeschlagener Tabellenletzter folgte der direkte Wiederabstieg.
In die Spielzeit 2024/25 startete die Damen-Mannschaft in der Frauen-Sonderklasse, während die 1. Herren-Mannschaft in der Kreisliga startete. Insgesamt verfügt DUWO 08 über acht Erwachsenen- und 15 Jugendteams.

### Handball
Nachdem bereits in den 1920er und 1930er Jahren im SV Wohldorf-Ohlstedt Frauen erfolgreich Handball spielten (s. o.), wurde 1947 beim TSV DUWO 08 erneut eine Handballabteilung gegründet. Wie damals üblich wurde Feldhandball betrieben, gespielt wurde auf dem Ohlstedter Platz. Da man dort aber nur „Untermieter“ der Fußballer war, kümmerte der Handballsport eher vor sich hin. Erst als der damalige Hauptsportwart des Vereins, Kurt Stuhlmacher, vom Turnen zum Handball wechselte, gab es einen neuen Aufschwung. Durch Kontakte zum Walddörfer-Gymnasium in Volksdorf gelang es ihm mit dem dortigen Sportlehrer Manfred Wittkowski einen Förderer des Handballsports zu finden, der dafür sorgte, dass dort der Handball Schulsport wurde und die an diesem Sport interessierten Jugendlichen dann zu DUWO (und nicht etwa zum ortsansässigen Walddörfer SV) fanden.
Anfang der 1960er Jahre erfolgte sukzessive der Wechsel vom Feld- zum Hallenhandball und auch hier zahlte sich der Kontakt zum Gymnasium in Volksdorf aus, denn die dortige Halle bot genug Platz für die Austragung von Wettkampfspielen. Erfolge zeigten sich zunächst im Jugendbereich, so wurde die A-Jugend Hamburger Vizemeister. Die gute Jugendarbeit zeigte auf Dauer auch bei den Herren Wirkung: In den 1970er Jahren wurde der Sprung in die II. Division (damals die zweithöchste Spielklasse in der Hansestadt) geschafft. Auch in den 1980er Jahren konnte man sich – von einzelnen Jahren abgesehen – dort halten. Die Damen-Mannschaft pendelte in jener Zeit zwischen der III. und der IV. Division. Dass sich der Anspruch der DUWO-Handballer schon damals nicht auf die namensgebenden Stadtteile beschränkte, zeigt die Tatsache, dass nicht nur in Volksdorf, sondern auch am Tegelsbarg in Poppenbüttel sowie in einer Halle in Hummelsbüttel trainiert und gespielt wurde.
Mitte der 1980er Jahre wurde mit dem TSV Sasel die Spielgemeinschaft HSG Sasel/DUWO gegründet, die mehrfach den Aufstieg in die Regionalliga Nord schaffte, ohne sich dort jedoch etablieren zu können. Als im Mai 2005 die Spielgemeinschaft um die Handballabteilung des SC Poppenbüttel erweitert wurde, benannte sie sich in SG Hamburg-Nord um. Mit etwa 1.000 Mitgliedern der drei Vereine und 55 Mannschaften ist die SG Hamburg-Nord eine der größten Handball-Spielgemeinschaften Deutschlands.

### Herzsport
Anfang der 1970er Jahre richtete der Verein eine Infarktsportabteilung ein. Damals neue medizinische Erkenntnisse führten dazu, dass Herzinfarktpatienten nach der Rehabilitation ein medizinisch überwachtes Sportprogramm empfohlen wurde. DUWO 08 war einer der ersten Vereine in Hamburg, die eine entsprechende Abteilung einrichteten. Neben Turn- und Laufgruppen gibt es auch eine Volleyballgruppe für die Koronarsportler.
Während ursprünglich lediglich mit Infarktpatienten Sport getrieben wurde, ist seit den 1990er Jahren auch die Prävention, z. B. für Menschen mit Herzrhythmusstörungen hinzugekommen.

### Kegeln
Bereits 1928 wurde in Duvenstedt der Kegelverein „Doppelbahn von 1928“ gegründet, der sich in den 1950er Jahren dem TSV DUWO 08 anschloss. Gekegelt wurde im „Gasthof zur Post“, wo die Erfolge dann auch gleich begossen werden konnten. Größter Erfolg der Kegler war der deutsche Meistertitel bei den Senioren, den Julius Iden mit der Hamburger Verbandsauswahl 1956 bei den deutschen Meisterschaften in Essen erringen konnte. Anfang der 1960er spaltete sich eine Gruppe jüngerer Kegler ab und gründete den „Kegelsportklub Oberalster“. Der alte Stamm blieb aber bei DUWO und trug ab den 1970er Jahren seine Wettkämpfe in der Kegelsporthalle im benachbarten Norderstedt aus. Nur vereinzelt, so anlässlich des „Julius-Iden-Gedächtnis-Kegelns“ zum Vereinsjubiläums 1983, kehrte man in den Gasthof zur Post zurück. Ende der 1980er Jahre löste sich die Kegelabteilung auf.

### Leichtathletik
Mit dem zunehmenden Bedürfnis nach leistungsorientierten Bewegungsangeboten ohne Wettkampfstreß entstand die Idee, eine „Sportabzeichengruppe“ im Verein zu bilden. Mitte der 1960er Jahre wurde dieses Angebot dann unter der Leitung des damaligen Hauptsportwartes Paul Lübkemann realisiert. Aus dieser Gruppe entstand die Leichtathletikabteilung, die noch heute hauptsächlich für das Deutsche Sportabzeichen trainiert.

### Tennis
Nachdem es bereits seit 1960 Planungen für die Gründung eines Tennisvereins in Ohlstedt gegeben hatte, führten Gespräche der Initiatoren einer Vereinsgründung mit dem Vorstand des TSV DUWO 08 dazu, dass von der Bildung eines eigenen Vereins Abstand genommen wurde. Stattdessen wurde im April 1961 eine Tennisabteilung mit weitgehender finanzieller und organisatorischer Autonomie im TSV DUWO 08 gegründet. Bereits im August des Jahres konnten die ersten drei Plätze eingeweiht und damit der Sportbetrieb begonnen werden. 1963 wurde das erste – hölzerne – Vereinsheim errichtet. Im selben Jahr nahm die Abteilung erstmals an den Medenspielen des Hamburger Tennis-Verbandes teil. Um auch im Winter spielen zu können, wurde 1967 eine Halle erbaut. Sie war die erste feste Tennishalle eines Vereins in Hamburg, ansonsten gab es nur die Verbandshalle in Horn und aufblasbare temporäre Hallen. Bis 1970 wurde die Freiluftanlage auf zehn Plätze vergrößert, auch das eine der größten Hamburger Anlagen.
Nachdem das Vereinsheim durch Brandstiftung 1971 zerstört worden war, wurde das heutige Gebäude, das neben der Gastronomie auch eine Wohnung für den Platzwart enthält, erbaut. Der Aufbau der Abteilung ging aber weiter: Da inzwischen 650 Spieler bei DUWO aktiv waren, wurde 1973 eine zweite Tennishalle errichtet.
Inzwischen verfügt die Tennisabteilung, mit 750 Mitgliedern die bei weitem größte Sparte des Vereins, über zwölf Außenplätze und eine in den 1990er Jahren neu errichtete Dreifeldhalle. Sportlich machten vor allem die Senioren von sich reden, die in mehreren Altersklassen in der Regionalliga spielen. 2006 qualifizierten sich die Ü55-Herren nicht nur für die deutsche Mannschaftsmeisterschaft, sondern sie richteten das Turnier auch auf der Anlage an der Sthamerstraße aus.

### Tischtennis
Bereits direkt nach dem Zweiten Weltkrieg gründete sich noch beim SV Wohldorf-Ohlstedt erstmals eine Tischtennis-Abteilung, die die Turnhalle der „Schule am Walde“ nutzte. Diese wurde auch im neugegründeten TSV DUWO 08 weitergeführt und spielte in der Stadtliga Hamburg, wo es unter anderem gegen den HSV mit den deutschen Ex-Meistern Paul Benthien und Erich Deisler ging. Aber bereits um 1948 waren zu wenige Spieler vorhanden und die Abteilung löste sich wieder auf.
Danach dauerte es über zwanzig Jahre, bis ein neuer Anlauf an grünen Tischen gewagt wurde. Im Oktober 1970 ging es mit dem Training los und zur Spielzeit 1971/72 wurden erstmals zwei Herren- und eine Damen-Mannschaft gemeldet. Vor allem die erste Herren-Mannschaft stürmte nach oben. Nach fünf Aufstiegen in sechs Jahren war 1977 mit der Verbandsliga die zweithöchste Spielklasse im Hamburger Tisch-Tennis-Verband erreicht worden. Bis 1982 pendelten die Ohlstedter als Fahrstuhlmannschaft zwischen Verbands- und Bezirksliga. Den größten Erfolg erreichte jedoch die zweite Mannschaft, die 1977 das Endspiel des Hamburger Vorgabepokals erreichte und denkbar knapp verlor. Zwar erreichte man gegen den Meister der Hamburg-Liga, den HTB 62 ein 8:8-Unentschieden, aber nach Sätzen wurde mit 20:21 verloren.
In den Jahren 1994–1997 und 2000/01 spielten die Herren nochmals für vier Jahre in der zweithöchsten Hamburger Spielklasse, die nun 1. Landesliga hieß. Die Damen spielten in den 1980er Jahren zeitweise in der 2. Landesliga. Seit 2001 bildete der TSV DUWO 08 mit dem Nachbarverein Lemsahler SV eine Spielgemeinschaft, die unter der Bezeichnung TTG Duwo-Lemsahl antrat. Die Lemsahler hatten ihre Höhenflüge zwanzig Jahre vor den Ohlstedtern: 1956 wurden sie Hamburger Mannschaftsmeister der Mädchen und fünf Jahre später bei den Jungen. Im Erwachsenenbereich spielte man auch bis Ende der 1960er Jahre in den höheren Hamburger Gefilden – da begannen die Ohlstedter überhaupt erst wieder damit, an Tischtennis zu denken. Nach der Aufnahme des SV Bergstedt in die Spielgemeinschaft trägt diese seit 2020 die Bezeichnung TTG Hamburg-Nord.
Die erste von elf Herren-Mannschaften der Spielgemeinschaft spielt 2024/25 ebenso wie die erste von zwei Damen-Mannschaften in der 2. Landesliga. Außerdem bestehen zwei Jungen- (U18) und fünf Schüler-Mannschaften (U15), wobei die erste U15-Mannschaft in der Leistungsklasse, der höchsten Hamburger Nachwuchsspielklasse, antritt und diese in der Herbstserie 2024 gewinnen konnte.

### Turnen
Die Turnabteilung bietet (Stand Juni 2023) Kinderturnen an. In den 1950er Jahren nahmen Vertreter des Vereins an Mannschaftswettkämpfen im Gerätturnen teil.

## Persönlichkeiten
- Bernd Lorenz
- Peter Osterhoff